# Tennant Creek
Tennant Creek is een plaats in het Australische Noordelijk Territorium, ongeveer halverwege tussen Darwin en Alice Springs. De plaats ligt op de Stuart Highway die het noorden en het zuiden van Australië met elkaar verbindt. Ongeveer 25 kilometer ten noorden van Tennant Creek ligt het westelijke uiteinde van de Barkly Highway. De Devils Marbles liggen circa 100 km zuidelijker.

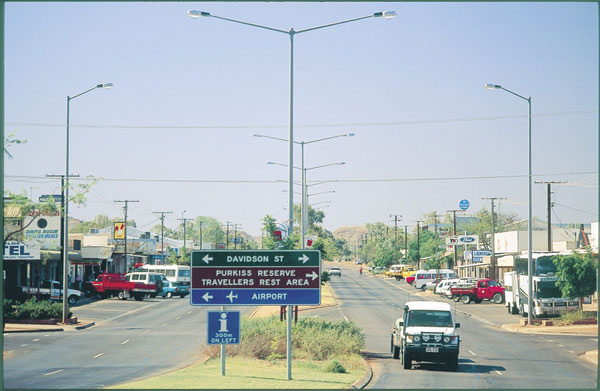
Hoofdstraat